# College Slam
College Slam est un jeu vidéo de basket-ball universitaire sorti en 1996 sur Mega Drive, Super Nintendo, Game Boy, Saturn, PlayStation et DOS. Le jeu a été développé par Iguana Entertainment et édité par Acclaim.

## Système de jeu
Le gameplay de College Slam est assez similaire à celui de NBA Jam sur lequel il est basé. Le jeu inclut la plupart des équipes universitaires majeures de Division I de l'époque. Le joueur a le choix entre trois modes de jeu : tournois, saison ou partie simple.

## Portages
College Slam a été réédité plus tard sur Game Boy, Saturn, PlayStation et PC.